# Соколовић
Соколовић је презиме које се, готово подједнако, може наћи и код православаца и код муслимана. Присутно је у муслиманским крајевима Федерације БиХ, а у Србији, претежно у јужним и источним деловима земље (зајечарски и лесковачки крај). Такође је присутно међу српским становништвом на Кордуну. У Србији вуче порекло од птице Сокола (често лично име у поменутим крајевима и код Бугара), а у Босни од имена села (одн. породице или племена) Соколовић.
Знаменити Соколовићи:
- Иста породица, касни Средњи и рани Нови век

1. Мехмед-паша Соколовић, велики везир Отоманске империје
2. Макарије Соколовић, српски патријарх
3. Антоније Соколовић, српски патријарх
4. Ферхат-паша Соколовић, турски паша
5. Герасим Соколовић, српски патријарх
6. Саватије Соколовић, српски патријарх
7. Лала Мехмед-паша, велики везир Отоманске империје

- Савремено доба

1. Будимир Соколовић (1910-1945), свештеномученик
2. Глигор Соколовић, четнички војвода
3. Фарук Соколовић, филмски редитељ
4. Зијах Соколовић, глумац
5. Семка Соколовић, глумица и шахисткиња
6. Жељко Соколовић, математичар
7. Слободан Соколовић, професор Технолошког факултета у Новом саду (помоћник министра енергетике)
8. Ана Соколовић, композиторка
9. Милорад Соколовић, кошаркаш Црвене звезде и репрезентације СФРЈ, председник КСЈ, селектор женске кошаркашке репрезентације СФРЈ, СРЈ и Србије
10. Зоран Соколовић, бивши министар Србије и СРЈ
11. Џемал Соколовић, професор и директор

и други...